# American Entomological Society
American Entomological Society – amerykańskie towarzystwo entomologiczne założone 1 marca 1859 roku. Jest najstarszym nieprzerwanie działającym towarzystwem entomologicznym na całej Zachodniej Półkuli. Siedziba organizacji znajduje się w Academy of Natural Sciences of Philadelphia w Filadelfii w Pensylwanii.

## Publikacje
Stowarzyszenie publikuje trzy własne czasopisma naukowe:
- Entomological News – przeznaczone do krótkich, świeżych artykułów. Ukazuje się pięć razy do roku,
- Transactions of the American Entomological Society – kwartalnik przeznaczony dla artykułów typowej długości,
- Memoirs of the American Entomological Society – nieregularnie ukazujące się, przeznaczone do większych monografii.

## Nagrody
Towarzystwo przyznaje młodym entomologom z rejonu Doliny Delaware, za ich badania nad owadami, nagrodę Calvert Award. Nazwana została na cześć Philipa P. Calverta